# Szoknya

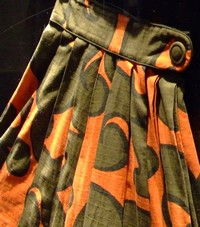
Szoknya a Néprajzi Múzeum kiállításáról (2010)

A szoknya derékra erősített, onnan szabadon lógó, a két lábat együtt takaró, alul nyitott női ruhadarab. Számos más néven is ismert (pl. fersing, rokolya, bikla, kebél, bagazia).
Bősége a divat szerint alakul. 

## Változatai
A szoknya legrövidebb változata miniszoknya, míg leghosszabb a földet söprő uszályos ünnepi viselet. Leggyakoribb az egyrétegű szoknya, de lehet bélelt, abroncs vagy alsószoknyák segítségével megemelt. A szoknyákon számos dísz, fodor, rece, hajtás lehet.

## Története
Kőkori sziklarajzok óta ismert. A természeti népeknél gyakran az egyetlen ruhadarab, amit közvetlenül a testen viselnek. 
A krétai nők  – Knósszoszban fennmaradt szoborleletek tanúsága szerint – derékban szűk, lefelé harangszerűen bővülő, bokáig érő szoknyát viseltek. Az ókori  görögöknél a khitón, a rómaiaknál a tunika helyettesítette a szoknyát. Mindkét nembeli személyek hordták a  szoknya középkori európai változatát, amely redőzött volt és nyaktól térdig ért. A gótikus női felsőruha (suciene) csak a 15. században különült el az alsórésztől, és önálló ruhadarabbá vált.
Európában a 16. századtól a többrétegű öltözködésben  kifejezetten női felsőruha szerepet kapott a többrétegű öltözködésben. 

### A 20. században
Az első világháború táján a költséges, rövid, krinolinszerű szoknyák voltak divatban. Az 1910-es években a szoknya rendkívül szűk lett, ezért a járás érdekében a  megrövidítése vált szükségessé. A rövid szoknya divatja az Amerikai Egyesült Államokból került Angliába, majd Párizsba. Az 1930-as évekre terjedt el a kényelmes, célszerű, egyszerű öltözködés.A második világháború után az ú. n. New Look (Christian Dior), majd az 1960-as években a miniszoknya (Mary Quant) hozott döntő változást.

## Magyarországon
Magyarországon a szoknyafélék a kötényekből alakultak ki. Egyes vidékeken mind a nők, mind a férfiak viseltek kötényt, máshol csak a nők hordták. A szoknya a 16. században még a felsőrésszel egybeszabott női felsőruha. Volt ujjas és ujjatlan, azaz vállas változata, amelynek karöltőjébe esetenként szalaggal befűzött vendégujjat is illeszthettek. A 17. században kezdődött a ruha felső- és alsórészének elkülönülése. A nyugati típusú vállhoz általában tölcsér alakú, cikkekből szabott, míg a magyar vállhoz téglalapból ráncolt szoknya illett. Rövidebb-hosszabb, bővebb-szűkebb változatában ez a típus vált általánossá a magyar népviseletben is. A gyakran házilag szőtt vásznakból vagy gyolcsból, könnyű importanyagokból házilag vagy falusi varróasszonyok által készített változata a rokolya. A 18. századi, elöl az alsószoknyát láttatni engedő, a derékpántba visszatűrt, felszúrt viselet emlékei Magyarországon is fellelhetőek. Az erdélyi, torockói vagy mezőségi felakasztós fersing, még inkább a kalotaszegi muszuly őrizte legtovább. A magyar népviseletben csak szórványosan, pl. a moldvai csángóknál fordult elő a lepelszoknya használata.